# Kościół św. Katarzyny w Pielgrzymowicach
Kościół św. Katarzyny – rzymskokatolicki kościół parafialny w Pielgrzymowicach w gminie Pawłowice w powiecie pszczyńskim.
Kościół znajduje się na Szlaku Architektury Drewnianej województwa śląskiego w pętli pszczyńskiej.

## Historia

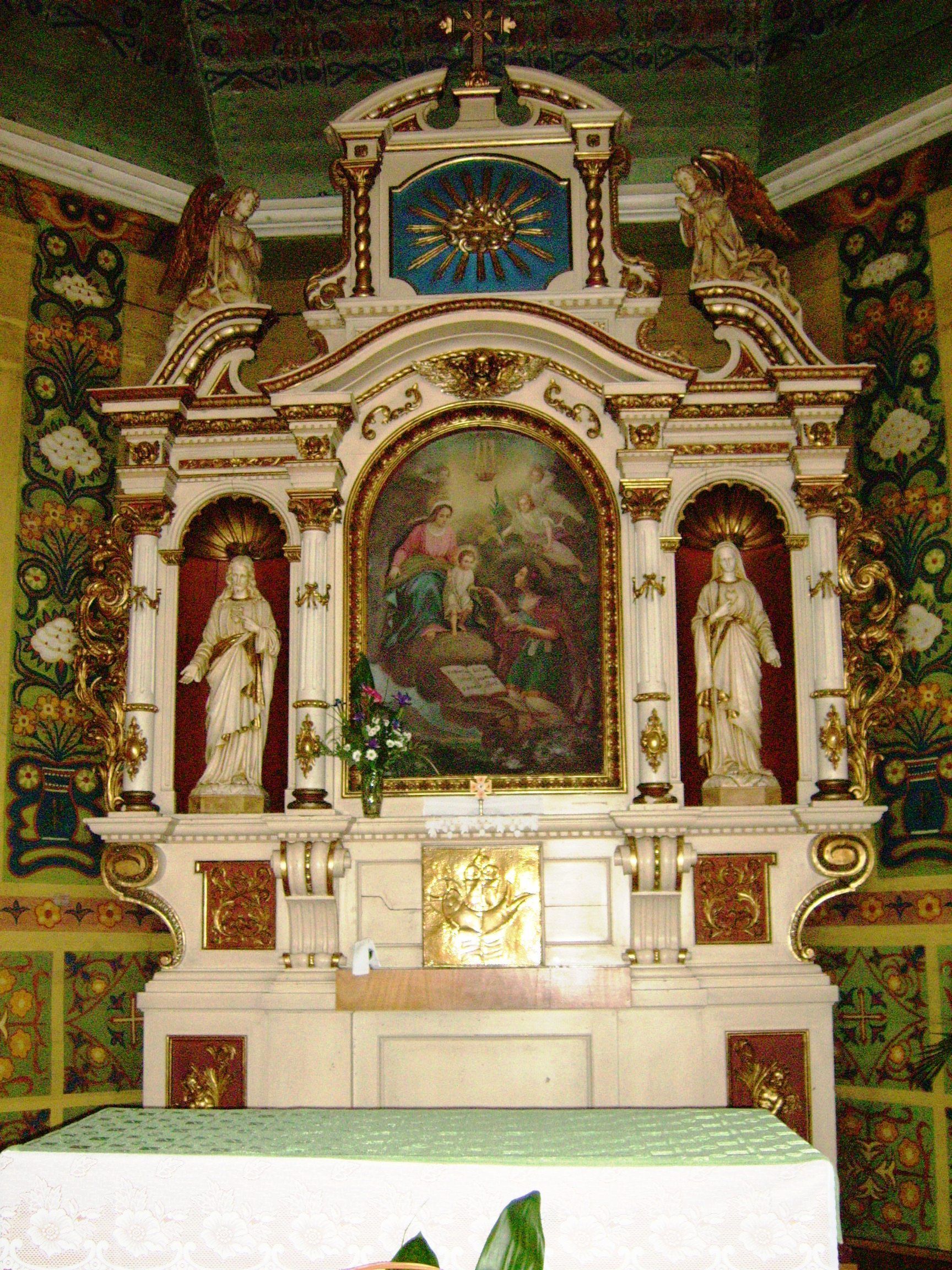
Ołtarz

Pierwszy drewniany kościół w Pielgrzymowicach powstał u schyłku XIII wieku, a wzmiankowany był w spisie papieskiej dziesięciny z lat 1335-1342 Pielgrzymowice (Peregrini) musiało uiścić pół grzywny (marki) zaległości. Zostało również wymienione w spisie świętopietrza z 1447 r. (spis świętopietrza). W XVI i XVII w. przez dłuższy czas w posiadaniu protestantów, od 1654 r. ponownie katolicki. Zniszczony lub spalony, w 1675 roku został zastąpiony obecną świątynią, prawdopodobnie z fundacji protestanta Karola Henryka Paczyńskiego, wzniesioną przez cieśli Andrzeja Wernera i Błażeja Dudę. Wieża została dobudowana dopiero w 1746 roku przez Jerzego Dziędziela i jego syna Michała oraz Marcina Smyczka. W latach 1908–11 kościół powiększono, zniekształcając jego pierwotną sylwetkę. Wówczas to wybudowano większe prezbiterium, a od strony północnej dostawiono zakrystię i kaplicę. Całość kościoła została pokryta gontem.

## Konstrukcja
Kościół orientowany. Drewniany, konstrukcji zrębowej na ceglanym podmurowaniu. Krótkie prezbiterium zamknięte trójbocznie, przy nim od strony południowej niewielka przybudówka, mieszcząca pierwotnie lożę kolatorską. Nawa na rzucie wydłużonego prostokąta, szersza od prezbiterium, z nowszymi przybudówkami: od północy mieszczącą zakrystię i prostokątną kaplicę, od południa tworzącą niewielką kruchtę. Od zachodu kwadratowa wieża konstrukcji słupowej, o pochyłych ścianach pobitych gontem, z nadwieszoną izbicą szalowaną pionowym deskowaniem, nad którą wznosi się nowsza, niska, kwadratowa wieżyczka zwieńczona czworokątnym dachem namiotowym (zbudowana w miejsce poprzedniego dachu baniastego z latarnią). Na zewnątrz ściany szalowane deskami, z wydatnym zadaszeniem wokół kościoła. Dachy siodłowe, podobnie jak dach wieży kryte gontem. Na kalenicy nawy barokowa wieżyczka na sygnaturkę z ośmioboczną latarnią.

## Wyposażenie wnętrza
Wyposażenie wnętrza w większości barokowe.